# Konongo
Konongo (auch: Konongo-Odumase) ist ein Ort in der Ashanti Region am Fluss Anum im westafrikanischen Staat Ghana. Er ist die Hauptstadt des Asante Akim North Districts.

## Bevölkerung
Bei der letzten Volkszählung des Landes vom 26. März 2000 lebten 26.735 Einwohner in der Stadt. Hochrechnungen zum 1. Januar 2007 schätzen die Bevölkerung auf 34.509 Einwohner. Noch bei der Volkszählung des Jahres 1984 wurden 13.677 Einwohner aufgeführt. Noch im Jahr 1970 lag die Bevölkerungszahl lediglich bei 10.881 Einwohnern.
Aktuell liegt die Stadt an der 42. Stelle der Liste der größten Städte in Ghana.

## Persönlichkeiten
- Karl Epting (1905–1979), deutscher Romanist und Gymnasialdirektor in Heilbronn
- John Ampomah (* 1990), Speerwerfer